# Jardin-forêt

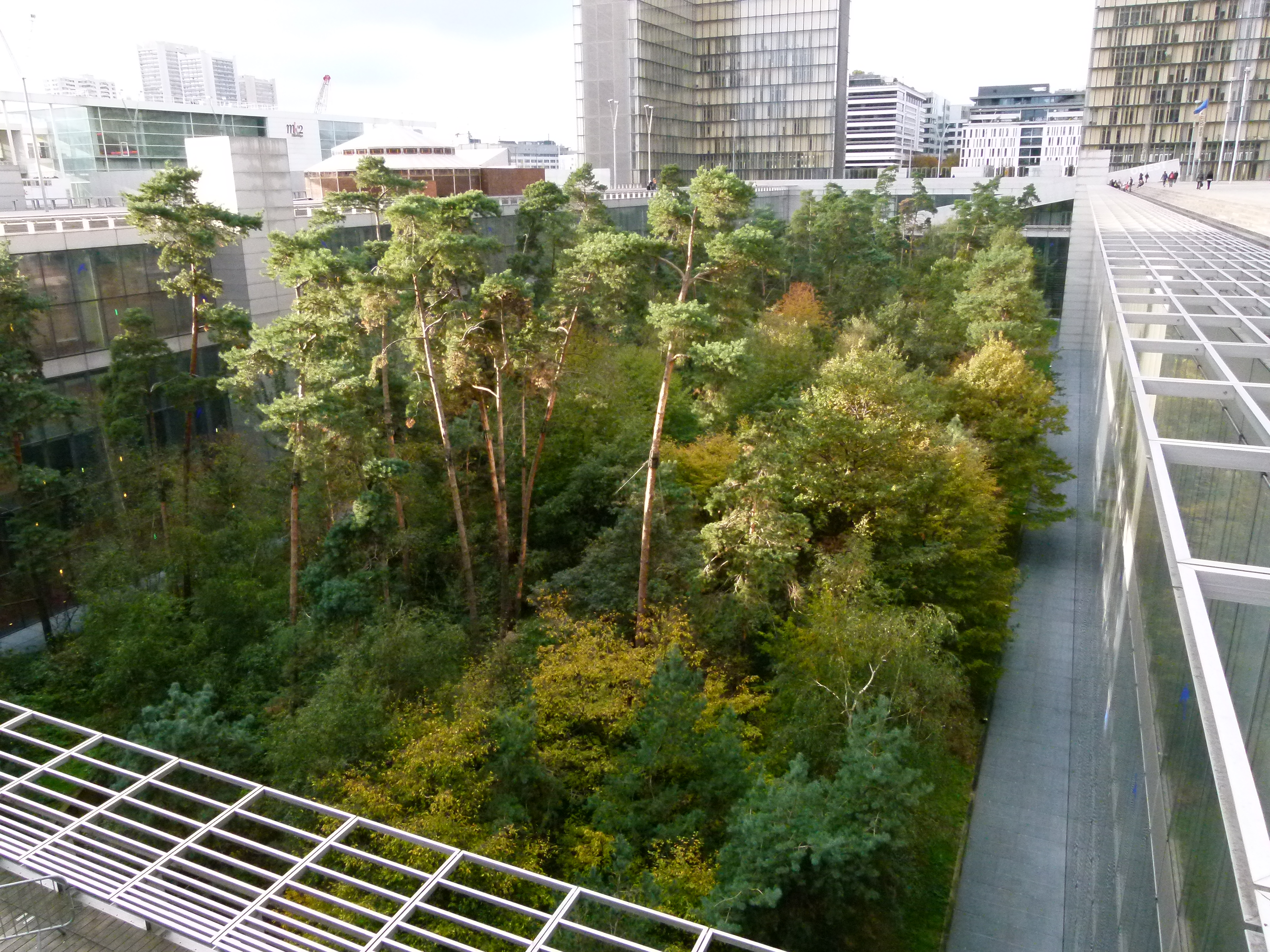
Un jardin-forêt non comestible à Paris.

Un jardin-forêt, appelé aussi forêt-jardin ou jardin-verger (ou encore forêt fruitière, forêt nourricière ou forêt comestible quand le jardin privilégie les espèces comestibles) est un jardin créé selon le modèle de la forêt naturelle et qui a la particularité d'être composé d'espèces utiles à l'Humain. Le jardin-forêt est un système de culture agroforestier basé essentiellement sur des plantes pérennes: ce peut être un espace d'agrément, pédagogique ou un espace conçu pour fournir une production alimentaire variée et des produits connexes tels qu'épices, plantes médicinales, champignons, matériaux de construction, fibres, matériaux de vannerie, miel, du bois de chauffage, fourrage pour animaux, paillis, gibier, produits de la sève, teinture et huile, etc. Un jardin-forêt a la particularité d'être très dense, diversifié et présente donc une forte résilience aux divers aléas de l'écosystème et du climat. Ce système de culture nécessite peu de travail une fois que le système a atteint une certaine maturité.
Le jardin-forêt présente généralement des étages de végétation ou strates, sans pour autant avoir de définition universelle de celles-ci, tels des arbres de canopée (plus de dix mètres), des arbustes ou arbrisseaux (petits arbres), des buissons (taille réduite), des plantes herbacées, des lianes, etc. Les productions sont des fruits, des noix, des feuilles, de la sève, des épices, des légumes vivaces ou annuels, des plantes aromatiques, médicinales et autres plantes utiles. La biodiversité est aussi une production importante des jardins-forêts, qui leur apportent une grande résilience.

## Histoire
Les jardins-forêts sont probablement la plus ancienne forme d'utilisation des sols au monde, et le plus résistant des agroécosystèmes. Ils trouvent leur origine dans les temps préhistoriques, le long des rives couvertes de jungle des cours d'eau et dans les contreforts humides des régions à mousson.
Au fur et à mesure que les familles aménageaient leur environnement immédiat, des espèces utiles d'arbres et lianes (ex. : vigne) furent identifiées, protégées et améliorées, alors que les espèces indésirables étaient éliminées. Des espèces exogènes furent aussi sélectionnées et incorporées à ces jardins.
Les jardins-forêts sont encore très présents en zone tropicale où on les nomme :
- jardins familiaux dans le Kerala en Inde du Sud, Népal, Zambie, Zimbabwe et Tanzanie ;
- Kandyan au Sri Lanka[3] ;
- familiares huertos, les « vergers familiaux » au Mexique ;
- pekarangan, les jardins du « design complet », à Java[4]…

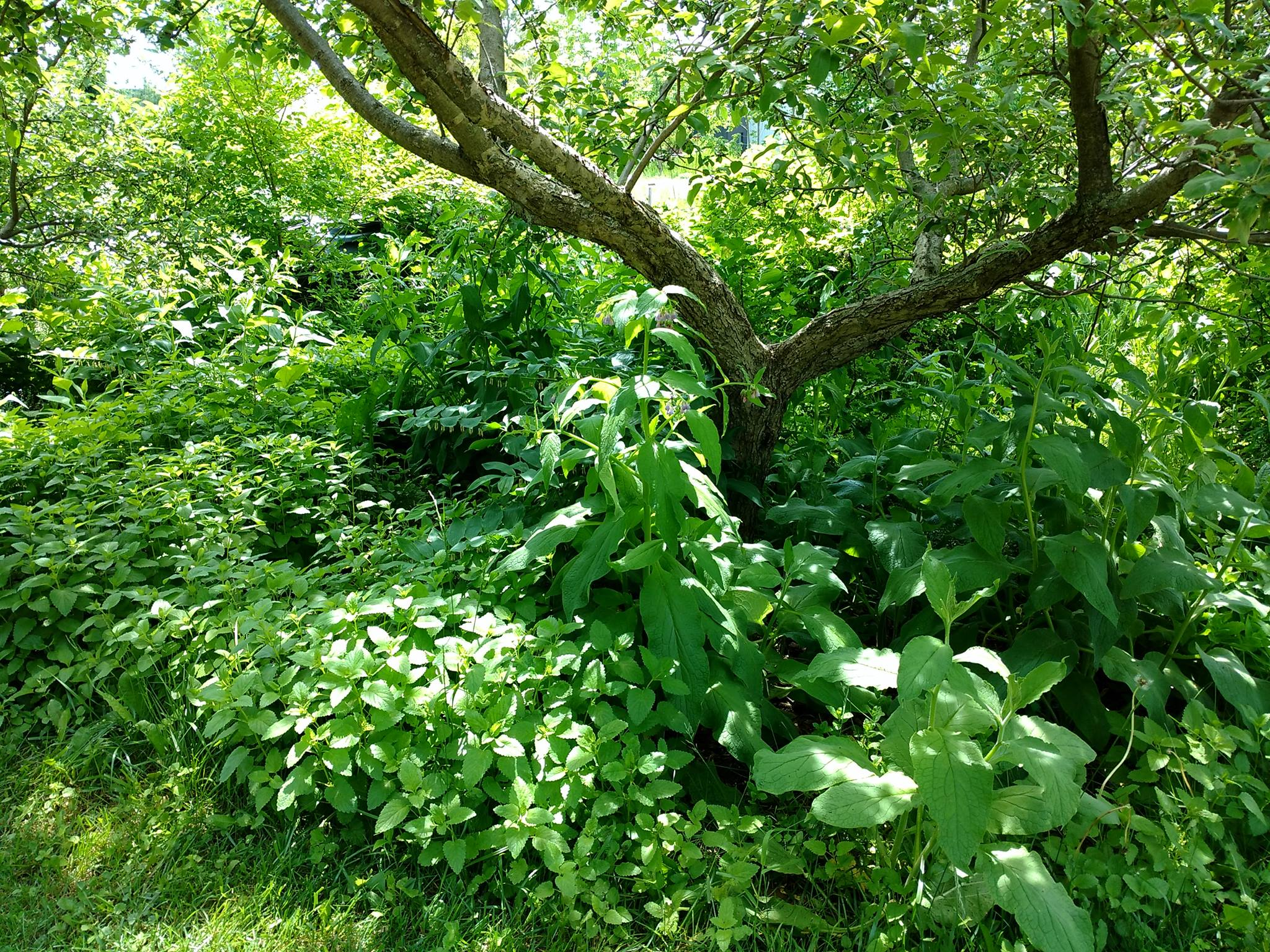
Vue du nord d'une Forêt Nourricière créé par Wen Rolland au Québec.

On les nomme aussi agroforêts et, là où les éléments constitutifs du bois sont de petite taille, on parle de jardin d'arbustes. Il a été démontré que l'agroforesterie pouvait être une importante source de revenus et de sécurité alimentaire pour les populations locales.
Le terme Forêt Nourricière a été proposé en 2009 par Wen Rolland, permaculteur Québécois, pour mieux décrire le potentiel de ce type d'aménagement, c'est-à-dire la création d'un écosystème nourricier non seulement pour l'humain, mais aussi pour l'ensemble des habitants de l'écosystème (animaux, insectes, champignons et micro-organismes en surface et sous terre) ainsi que pour le sol vivant tout en nourrissant la santé et l'inspiration de ceux qui y travaillent et s'y promènent. La Forêt Nourricière est un environnement productif, fonctionnel et d’une grande beauté naturelle où le design écologique joue un rôle prépondérant.

## Sous climat tropical
Les jardins-forêts sont fréquents dans les régions tropicales où on cultive en polyculture sur les mêmes parcelles des arbres, des cultures vivrières et du bétail. Par exemple, on combine la noix de coco, le poivre noir, le cacao et l'ananas.

### Amériques
Selon certaines sources, la forêt amazonienne, plutôt que d'être une forêt vierge sauvage, aurait été, en grande partie, façonnée par et pour l'homme depuis au moins 11 000 ans, via des pratiques telles que le jardin-forêt et la terra preta. Depuis les années 1970, de nombreux géoglyphes ont également été découverts sur des terres déboisées de la jungle amazonienne, étayant la thèse de l'existence de civilisations précolombiennes oubliées.
Sur la péninsule du Yucatán, la plupart de l'approvisionnement alimentaire des Mayas était cultivé en « jardin verger », connu sous le nom de pet kot (mur circulaire) car ces jardins avaient la caractéristique d'être entourés d'un muret de rocailles.
Selon une étude parue dans Science en 2017, ce sont près de 85 espèces d'arbres qui étaient domestiquées par les populations précolombiennes et qui étaient cultivées au sein de la forêt amazonienne.

### Afrique
Dans de nombreux pays africains, comme la Zambie, le Zimbabwe, la Tanzanie, les jardins sont très répandus dans les zones rurales, périurbaines et urbaines, et ils jouent un rôle essentiel dans l'établissement de la sécurité alimentaire. Plus connus sont les jardins Chaga ou Chagga, sur les pentes du mont Kilimandjaro en Tanzanie. Ceux-ci sont un excellent exemple d'un système d'agroforesterie. Dans de nombreux pays, les femmes sont les principaux acteurs dans le jardinage et la production de nourriture. En Afrique du Nord, les oasis où l'on trouve des palmiers, des arbres fruitiers et des légumes constituent un type traditionnel de jardin forestier.

### Inde
Les jardins familiaux dans le Kerala sont associés à Kavu, nom donné aux bois sacrés dans la région de Malabar. L'objectif principal de préserver un jardin-forêt est de préserver les croyances rituelles et l'identité culturelle des familles mixtes. Progressivement, ces jardins familiaux ont parfois été transformés en terrains de jeux. Mais, toujours dans le Kerala, des familles manifestent un grand intérêt à préserver ces potagers. Là aussi, la préservation des jardins familiaux est strictement associée à un usage familial. Dans le même temps, ils aident à maintenir le niveau des bassins et puits avoisinants. Sans le savoir, ces familles qui protègent leurs jardins familiaux protègent aussi la nature et un équilibre écologique.
Kannur est une ville du Kerala qui porte la plus grande attention à préserver les jardins-forêts. D'ailleurs, les jardins-forêts de Kannur sont conservés avec soin en raison de la tradition consistant à vénérer la nature comme incarnation de Dieu.

### Népal
Au Népal, le Bagaincha Ghar (littéralement jardin familial) se réfère au système d'utilisation des terres traditionnelles autour d'une ferme, où plusieurs espèces de plantes sont cultivées et entretenues par les membres de la famille, et leurs produits sont principalement destinés à la consommation familiale. Le terme de « jardin-forêt » est souvent considéré comme synonyme de potager. Cependant, ils en diffèrent en termes de fonction, de taille, de diversité, de composition et de caractéristiques. Au Népal, 72 % des ménages disposent d'un jardin à domicile pour une surface de 2 à 11 % des avoirs fonciers totaux. En raison de leur petite taille, le gouvernement n'a jamais identifié les jardins familiaux comme une unité importante de la production alimentaire et ils restent la part pauvre de la recherche et du développement. Cependant, au niveau des ménages, le système est très important car il est source d'une importante quantité d'aliments de qualité, et de nourriture pour les ruraux pauvres, et, par conséquent, contribue de façon substantielle à la sécurité alimentaire des ménages et des moyens d'existence des communautés agricoles au Népal.
Les jardins familiaux sont généralement cultivés avec un mélange de plantes annuelles et vivaces qui peuvent être récoltées sur une base journalière ou saisonnière.
Ces jardins ne sont pas seulement des sources importantes de nourriture, de fourrage, combustible, médicaments, épices, herbes, fleurs, matériaux de construction et de revenus dans de nombreuses régions, ils sont également importants pour la conservation in situ d'un large éventail de ressources génétiques uniques pour la nourriture et l'agriculture. De nombreuses espèces non cultivées, négligées ou sous-utilisées pourraient constituer un apport important pour la diversité alimentaire des communautés locales.
En plus de fournir un complément d'alimentation lors des périodes difficiles, les jardins familiaux promeuvent une participation de toute la famille et de l'ensemble de la communauté à l'acte de produire de la nourriture. Les enfants, les personnes âgées et ceux qui s'en occupent peuvent participer à cette agriculture domestique, l'intégrant à d'autres tâches ménagères et la planifiant. Cette tradition existe dans de nombreuses cultures à travers le monde depuis des milliers d'années.

## Sous climats tempérés

### Robert Hart, pionnier du jardinage forestier
Robert Hart pratique le jardin-forêt dans les zones tempérées depuis les années 1960. Hart a commencé à cultiver à Wenlock Edge dans le Shropshire avec l'intention de créer un environnement sain et thérapeutique pour lui et son frère Lacon.
À la suite de l'adoption par Hart d'un régime végétalien cru pour la santé et des raisons personnelles, il remplace ses animaux de la ferme par des plantes. Les trois principaux produits de la forêt sont les fruits, les noix et les légumes verts. Il crée un jardin-forêt modèle à partir d'un verger de 5 000 m2 sur sa ferme.

### Système à strates

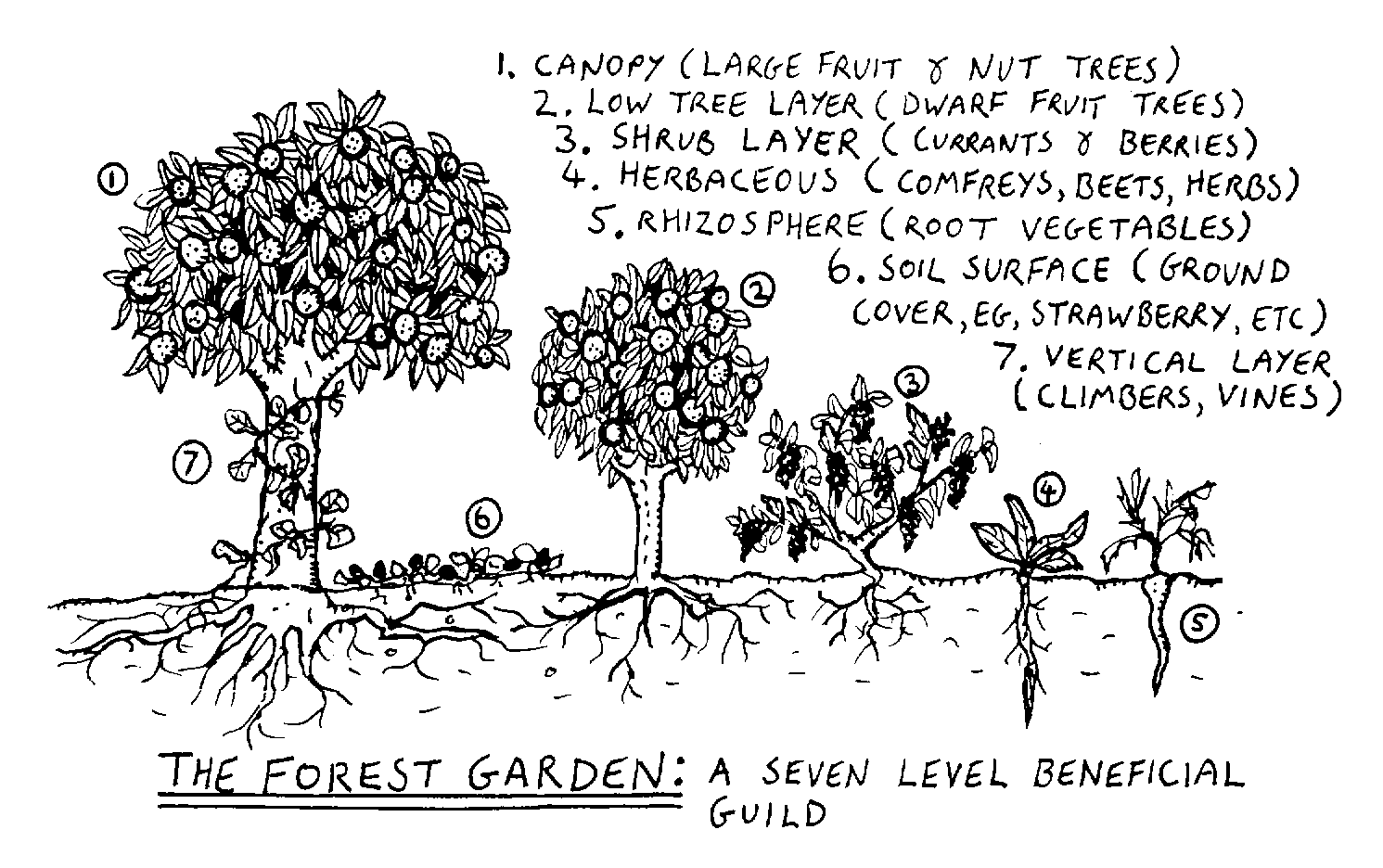

Il n'y a pas de consensus aujourd’hui sur le nombre de strates. Les strates sont une manière de subdiviser l'étalement vertical de la végétation. Robert Hart inventa un système basé sur l'observation que la forêt naturelle peut être divisée -arbitraitement- en 7 niveaux distincts :
1. Couche canopée, constituée par les arbres fruitiers d'origine ;
2. Strate arborée basse : noix et arbres fruitiers sur porte-greffe nain ;
3. Strate arbustive : des arbustes fruitiers tels que le cassis et autres baies ;
4. Couche herbacée de légumes et d'herbes vivaces ;
5. Rhizosphère ou dimension souterraine des plantes cultivées pour leurs racines et tubercules ;
6. Couche couvre-sol de plantes comestibles qui se propagent horizontalement ;
7. Couche verticale de vignes et autres plantes grimpantes ;

Il est parfois admis qu'un compte également les champignons ou les plantes aquatiques dans une strate séparée. Une composante-clé du système à strates sont les plantes qu'on sélectionne. La plupart des légumes traditionnels cultivés aujourd'hui, tels que les carottes, sont des plantes héliophiles peu adaptées au système de jardin forestier plus ombragé. Hart privilégia donc des végétaux vivaces tolérant l'ombre.

### Permaculture

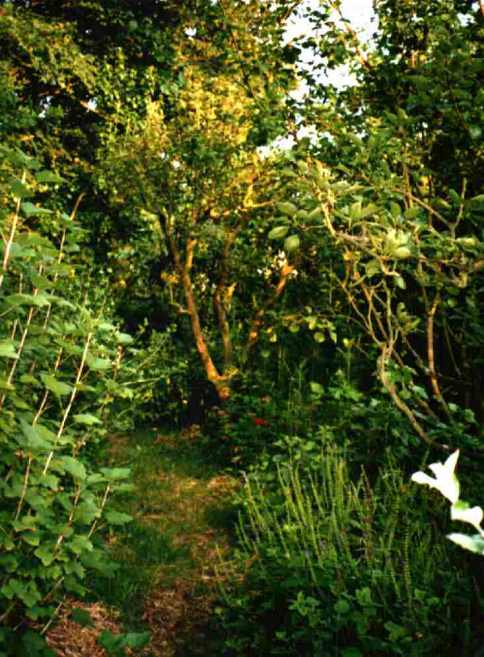
Le jardin-forêt de Robert Hart dans le Shropshire.

Bill Mollison, qui a inventé le terme permaculture, a rendu visite à Robert Hart dans son jardin-forêt de Wenlock Edge en octobre 1990. Les sept couches du système de Hart ont, depuis, été adoptées comme un élément de design en permaculture.
Nombreux sont les permaculteurs partisans de jardins-forêts, tels que Graham Bell, Patrick Whitefield, Dave Jacke, Eric Toensmeier et Geoff Lawton. Bell a commencé à construire son jardin-forêt en 1991 et a écrit le livre Le Jardin de permaculture en 1995, Whitefield a écrit le livre Comment faire un jardin-forêt en 2002, Jacke et Toensmeier coauteur de l'ouvrage en deux volumes Edible Forest Gardens en 2005, et Lawton a présenté le film Establishing a Food Forest the Permaculture Way en 2008.

### Forêt comestible
On parle de Forêt comestible quand le but principal du jardin-forêt est de produire des aliments.
Il s'agit d'une forme d'agrosylviculture basée sur la sylviculture homologue, qui cherche à imiter les strates et fonctions d'une forêt naturelle, mais avec un grand nombre d'espèces sélectionnées pour leur intérêt alimentaire.

## Projets
El Pilar, à la frontière entre Belize et Guatemala, dispose d'un jardin-forêt illustrant les pratiques agricoles traditionnelles des mayas. Un autre jardin de 5 000 m2, appelé Kanan K'aax (ce qui signifie jardin bien entretenu en maya), est financé par la National Geographic Society et développé à l'école primaire Santa Familia de Cayo.
Aux États-Unis, le plus grand jardin-forêt connu sur les terres publiques est la Beacon Food Forest (en) à Seattle, WA (trois hectares). D'autres projets de jardins-forêts comprennent ceux qui sont au centre de permaculture Rocky Mountain Institute de Basalt, Colorado et la ferme de Montview à Northampton, dans le Massachusetts.

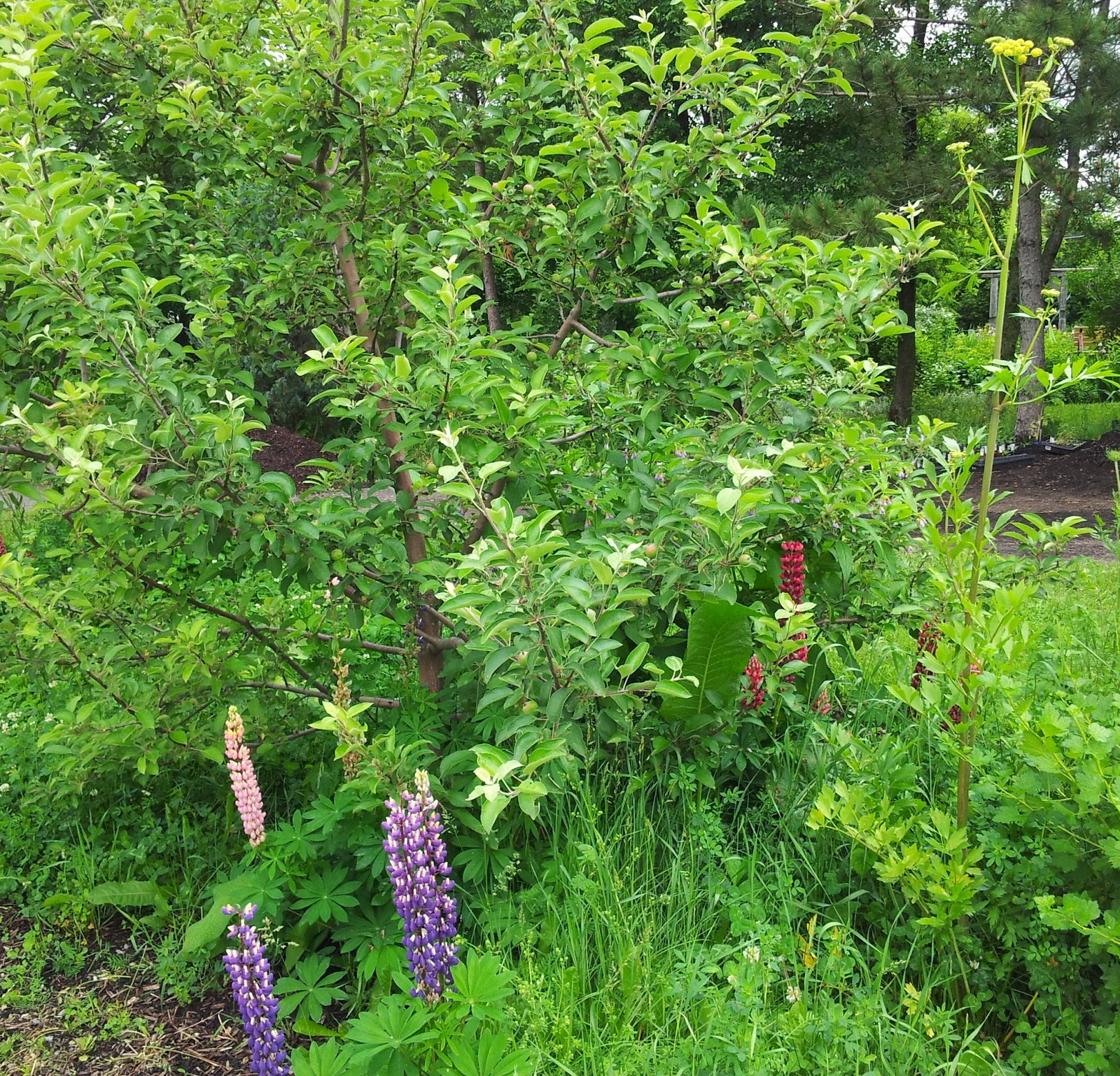
Forêt nourricière créée par Wen Rolland au Québec.

Au Canada, le forestier Richard Walker a créé des forêts alimentaires dans la province de Colombie-Britannique depuis plus de 30 ans. Il a développé une forêt alimentaire d'un hectare qui, une fois à maturité, fournit des produits frais pour une nurserie et de la matière première pour une herboristerie, ainsi que de la nourriture pour sa propre famille.
Au Québec, le permaculteur Wen Rolland a créé et implanté des forêts nourricières à différentes échelles sur de nombreux sites publics, privés et commerciaux. Sa première création a été mise en place dans un jardin collectif (jardin partagé) en 2008 afin de soutenir les jardiniers dans leur sécurité alimentaire. De nombreux autres projets ont été lancés à travers le Québec grâce à ses formations sur le sujet.
À Mouscron en Belgique, Gilbert Cardon, dans le cadre d'un projet associatif d'éducation populaire au jardinage, a conçu depuis les années 1970 un jardin-forêt, ou plutôt un potager-forêt. Enclavé au cœur d’une cité ouvrière, c’est une jungle urbaine de plus de 2 000 arbres et arbustes fruitiers sur un espace de 1 800 mètres carrés.
En France des associations ont recensé plus de 180 forêts jardin en 2023.
En Suisse, de nombreux projets,, existent depuis des années de façon très discrète. Diverses associations,, sont actives et font en sorte de populariser ce mode de culture auprès des acteurs privés et publics. Des projets ont vu le jour dans le cadre de nouveaux écoquartiers ou dans un cadre pédagogique,, ou d'agriculture urbaine .   

## Espèces et essences utilisées
Il n'existe pas de liste exhaustive de plantes à feuilles comestibles. Pour mentionner quelques exemples de feuilles qui se consomment à la manière des salades ou d'épinards, on peut citer les feuilles du tilleul (Tilia spp) ou du Cédrèle de Chine (Toona sinensis) ou voire dans une moindre mesure celles du bouleau (Betula spp), l'épinard grimpant du Caucase (Hablitzia tamnoides), l'épinard asiatique (Fagopyrum dibotrys ou Fagopyrum acutatum), le grand orpin (Sedum spectabile).

#### En français
- Martin Crawford (trad. de l'anglais par Aurélien Davroux, préf. Rob Hopkins et Charles Hervé-Gruyer), La forêt-jardin : créer une forêt comestible en permaculture pour retrouver autonomie et abondance [« Forest garden »], Paris, Ulmer, 2017, 351 p. (ISBN 978-2-84138-921-6, OCLC 1011491319, BNF 45420541, SUDOC 220177775, présentation en ligne).
- Fabrice Desjours (préf. Geneviève Michon, postface Gérard Ducerf), Jardins-forêts : un nouvel art de vivre et de produire, Escalquens, Terran, 2019, 367 p. (ISBN 978-2-35981-130-8, OCLC 1128864679, BNF 45843803, présentation en ligne).
- Antoine Talin, Forêt comestible & haie fruitière : Un guide de jardinage pour concevoir et réaliser une forêt-jardin et une haie fruitière, deux méthodes qui permettent d'obtenir une grande production diversifiée, Ulmer, 2021  (ISBN 9782379221637)
- Charles Hervé-Gruyer, Créer une mini forêt-jardin : pour se nourrir ou en faire son métier, Ulmer, coll. « Résiliences », 2022, 176 p. (ISBN 9782379222511).
- Patrick Whitefield (trad. de l'anglais par Véronique Valentin, Anne Derouet, Annie Duflo et al.), Créer un jardin-forêt : une forêt comestible de fruits, légumes, aromatiques et champignons au jardin [« How to make a forest garden »], Marsac, Imagine un colibri, 2012, 2e éd. (1re éd. 2011), 192 p. (ISBN 978-2-9537344-2-3, OCLC 798386045, BNF 42657039, SUDOC 161940307, présentation en ligne).

#### Autres langues
- (es) Gisela Mir et Mark Biffen, Bosques y jardines de alimentos : diseño, plantación y mantenimiento, Artaza, La Fertilidad de la Tierra Ediciones, coll. « Guías para la fertilidad de la tierra » (no 28), 2021, 192 p. (ISBN 978-84-121830-1-6, OCLC 1249338251, présentation en ligne)
- (en) Catherine Bukowski et John Munsell (préf. LaManda Joy), The Community Food Forest Handbook : How to Plan, Organize, and Nurture Edible Gathering Places, White River Junction, Chelsea Green Publishing, 2018, 228 p. (ISBN 978-1-60358-644-3 et 978-1-60358-645-0, OCLC 1084671110, LCCN 2018007439, ASIN B07GQ2MZZC, présentation en ligne), p. 83-86.
- (en) Martin Crawford, Creating a Forest Garden : Working with Nature to Grow Edible Crops, Totnes, Green Books, 2010, 384 p. (ISBN 978-1-900322-62-1, présentation en ligne).
- (en) Deborha d'Arms, Jardin d'Or : a treatise on forest gardening, recreating sustainable gardens of eden, Los Gatos, Robertson Publishing, 2011, 136 p. (ISBN 978-1-61170-029-9, présentation en ligne).
- (en) James Sholto Douglas et Robert Adrian de Jauralde Hart (préf. Ernst Friedrich Schumacher), Forest Farming (nouvelle édition), Londres, Intermediate Technology Publications, 1984, 207 p. (ISBN 0-946688-30-3, présentation en ligne).
- (en) Ken Fern, Plants for a Future : Edible and Useful Plants for a Healthier World, Hampshire, Permanent Publications, 1997 (ISBN 1-85623-011-2)
- (en) Robert A. de J. Hart, Forest Gardening: Rediscovering Nature and Community in a Post-industrial Age, Portland, Green Earth Books, 1996 (ISBN 1900322021)
- (en) Robert A. de J. Hart, Beyond the Forest Garden, Gaia Books, 1996 (ISBN 1-85675-037-X).
- (en) Kathleen Jannaway, Abundant Living in the Coming Age of the Tree, Movement for Compassionate Living, 1991 (ISBN 0-9517328-0-3, lire en ligne).
- (en) Joseph Russell Smith, Tree Crops: A Permanent Agriculture, Island Press, 1988 (1re éd. 1929) (ISBN 0-933280-44-0)
- (en) Dave Jacke et Eric Toensmeier, Edible Forest Gardens : Ecological Vision and Theory for Temperate Climate Permaculture, vol. 1, White River Junction, Chelsea Green, 2005 (ISBN 1-931498-79-2).
- (en) Dave Jacke et Eric Toensmeier, Edible Forest Gardens : Ecological Design and Practice for Temperate Climate Permaculture, vol. 2, White River Junction, Chelsea Green, 2005, 672 p. (ISBN 978-1931498807)
- (en) P. Whitefield, How to Make a Forest Garden, Hampshire, Permanent Publications, 2002 (ISBN 1-85623-008-2).

### Vidéographie
- [vidéo] Forêt Gourmande, « Conférence sur le jardin forêt de Fabrice Desjours », sur YouTube, 23 juillet 2020.
- [vidéo] Discover Permaculture with Geoff Lawton, « Le Jardin Forêt. Qu'est ce qu'une Forêt Comestible ? », sur YouTube, 7 avril 2019.
- « Semis direct / créer son jardin-forêt avec peu de moyens humains et financiers, peu de temps et peu d'entetien ? (avec Fabrice Desjours) » (consulté le 11 novembre 2022)